# Mehdi Ben Attia
Mehdi Ben Attia (Tunes, 7 de outubro de 1968) é um roteirista, ator e diretor cinematográfico tunisiano. Ficou conhecido pelo filme Le Fil, lançado em 2010 e premiado no Festival Internacional de Cinema LGBT de São Francisco.

## Filmografia

### Diretor
- 2000: En Face
- 2009: Le Fil
- 2012: Je Ne Suis Pas Mort